# Мартанська
Мартанська — станиця в Краснодарському краї, у складі Суздальського сільського округу муніципального утворення місто Гарячий Ключ.
Населення близько двох тисяч мешканців.
Станиця розташована на невеличкій річці Марта (ліва притока Кубані), у зоні передгірських широколистяних лісів, за 5 км на схід від станиці Суздальська, за 28 км східніше міста Гарячий Ключ.
Заснована у 1864. Раніше на цьому місці існував адигейський аул Псегуб (Псэгъуб).